# Azzano Decimo
Die Gemeinde Azzano Decimo (furlanisch Daçan di Pordenon oder Dassan) liegt in Nordost-Italien in der Region Friaul-Julisch Venetien. Sie liegt südlich von Pordenone und hat 15.767 Einwohner (Stand 31. Dezember 2023).
Die Gemeinde umfasst neben dem Hauptort Azzano Decimo drei weitere Ortschaften und Weiler: Corva, Fagnigola und Tiezzo. Die Nachbargemeinden sind Chions, Fiume Veneto, Pasiano di Pordenone, Pordenone und Pravisdomini.